# Leevan Sands
Leevan Sands (Bahamas, 16 de agosto de 1981) es un atleta bahameño, especialista en la prueba de triple salto, en la que ha logrado ser medallista de bronce mundial en 2003.

## Carrera deportiva
En el Mundial de París 2003 ganó la medalla de bronce en triple salto, con un salto de 17.26 metros, tras el sueco Christian Olsson (oro con 17.72 metros) y el cubano Yoandri Betanzos (plata con 17.28 m).
También ganó el bronce en la misma prueba, en las Olimpiadas de Pekín 2008. 